# Goro Sasaki
Goro Sasaki (...) è un astronomo giapponese.
Il Minor Planet Center gli accredita la scoperta dell'asteroide 3392 Setouchi effettuata il 17 dicembre 1979 in collaborazione con Hiroki Kōsai.